# Phạm Thuần Nhân
Phạm Thuần Nhân (chữ Hán: 范纯仁, 1027 – 1101) là tể tướng nhà Bắc Tống trong lịch sử Trung Quốc.

## Xuất thân
Thuần Nhân tự Nghiêu Phu,  là hậu duệ của tể tướng Phạm Lý Băng đời Đường, con trai thứ của danh thần Phạm Trọng Yêm. Nhà họ Phạm ban đầu ở Bân Châu, về sau dời đến Giang Nam, định cư ở huyện Ngô, phủ Tô Châu . 
Vào đêm Thuần Nhân ra đời, mẹ là Lý thị mơ thấy đứa trẻ rơi ra từ mặt trăng, bèn đưa vạt áo hứng lấy, rồi sanh ra Thuần Nhân. Thuần Nhân có thiên tư cơ cảnh, thông minh, lên 8 tuổi có thể giảng giải những gì đã học được. Ban đầu, Thuần Nhân nhờ cha làm quan mà được bổ nhiệm làm Thái thường tự Thái chúc. Năm Hoàng Hữu đầu tiên (1049), Thuần Nhân đỗ tiến sĩ, được điều làm Tri Vũ Tiến huyện, lấy cớ xa cha mẹ già không đi; được đổi về huyện Trường Cát, lại không đi. Phạm Trọng Yêm hỏi: “Ngày xưa mày nói vì ở xa, nay ở gần rồi, sao cũng từ chối?” Thuần Nhân đáp: “Há có thể coi trọng lương bổng, mà xem nhẹ cha mẹ? Tuy ở gần, nhưng cũng không thể phụng dưỡng được.” Môn hạ của Trọng Yêm có nhiều hiền sĩ, như bọn Hồ Viện, Tôn Phục, Thạch Giới, Lý Cấu, Thuần Nhân đều giao du với họ. Thuần Nhân đêm ngày học tập, đến đêm cũng không ngủ, đốt đèn trong màn, khiến đỉnh màn nhuốm đen như mực. 

## Khởi nghiệp coi huyện
Trọng Yêm mất (1052), Thuần Nhân mới ra làm quan, lấy thân phận Trứ tác tá lang làm Tri Tương Thành huyện. Anh cả Phạm Thuần Hữu mắc bệnh đau tim, Thuần Nhân phụng dưỡng như cha. Các vấn đề ăn uống, thuốc men, nơi ở, trang phục đều do đích thân Thuần Nhân sắp xếp. Giả Xương Triều giữ Đại Danh, mời Thuần Nhân tham dự mạc phủ; ông lấy anh trai làm cớ để từ chối. Tống Tường tiến cử Thuần Nhân chức vụ ở quán , từ chối rằng: “Kinh sư xô bồ, không phải là nơi anh trai dưỡng bệnh.” Phú Bật trách rằng: “Chức vụ ở đài, các  nào dễ có được? Hà tất làm vậy.” Rốt cục Thuần Nhân không nhận chức. Dân Tương Thành không nuôi tằm dệt vải, Thuần Nhân khuyến khích họ trồng dâu, nếu ai mắc tội nhẹ, thì bắt họ ăn vài quả dâu thay cho hình phạt. Vì thế Thuần Nhân được dân chúng cậy nhờ, quan lại mến mộ, gọi vườn dâu là rừng của Trứ tác (Trứ tác lâm). Phạm Thuần Hữu mất, được chôn cất ở Lạc Dương. Hàn Kỳ, Phú Bật gởi thư nhờ Lạc Dương doãn giúp việc tang, nhưng Thuần Hữu đã được chôn cất xong mà viên doãn vẫn không nghe nói gì. Viên doãn hỏi tại sao, Thuần Nhân đáp rằng gia đình đủ khả năng lo liệu, không dám làm phiền.  
Sau đó Thuần Nhân lấy thân phận Thiêm thư giữ chức Hứa Châu quan sát phán quan, Tri Tương Ấp huyện. Huyện có đất chăn nuôi, được vệ binh dùng để chăn ngựa; ngựa xéo lúa của dân, Thuần Nhân bắt lấy 1 người mà phạt đòn. Đất chăn nuôi không do huyện quản lý, quan viên coi đất giận nói: “Túc vệ của nhà vua, sao dám đối đãi như vậy?” rồi báo lên triều đình, khiến Thuần Nhân bị hặc rồi chịu tra xét rất gấp. Thuần Nhân nói: “Nuôi binh lấy từ thuế ruộng, nếu làm hại ruộng của dân mà không bị hỏi tội, thuế lấy từ đâu ra?” Triều đình giáng chiếu bỏ qua, còn theo đó đem đất chăn nuôi giao cho huyện, lệ này của nhà Tống chính là bắt đầu bởi Thuần Nhân. Bấy giờ hạn hán đã lâu, Thuần Nhân ghi nhận số thuyền buôn trong huyện, thuyết phục họ rằng: “Dân sắp không có cái ăn, mà còn buôn ngũ cốc làm gì. Hãy trữ trong chùa, sau này lúc thiếu thốn tôi sẽ chia cho họ.” Các con buôn nghe theo, chứa được mười mấy vạn hộc. Đến mùa xuân, các huyện đều đói, chỉ có dân huyện Tương Ấp là không thiếu ăn.  

## Vào, ra triều đình lần đầu
Tháng 11 ÂL năm Trì Bình đầu tiên (1064) thời Tống Anh Tông,  Thuần Nhân được cất nhắc làm Giang Đông chuyển vận phán quan, đến tháng 6 ÂL năm sau (1065)  được triệu vào triều làm Điện trung thị ngự sử, rồi thăng làm Thị ngự sử. Trong Bộc nghị chi tranh, Thuần Nhân ủng hộ lời bàn của Vương Khuê (phản đối hoàng đế truy tôn cho cha là Bộc vương Triệu Doãn Nhượng), cùng bọn ngự sử Lữ Hối nhiều lần dâng sớ tranh luận. Hoàng đế không nghe, Thuần Nhân trả lại cáo sắc thụ quan chức của mình, về nhà đợi tội. Đến khi Tào thái hậu viết thư tay tôn Bộc vương làm Hoàng, phu nhân làm Hậu, Thuần Nhân lại nói: “Bệ hạ là nhà vua đã trưởng thành để nắm quyền, sao lại nghe theo mệnh lệnh từ chốn phòng the, ngày khác trở thành chốn đặt điều của kẻ quyền thần, không phải là kế tự an của bậc chúa nhân từ.” Tiếp đó Anh Tông giáng chiếu vờ bãi việc truy tôn, cho bọn Thuần Nhân nhận lại quan chức. Họ đều xin rời khỏi triều đình, nên vào tháng giêng ÂL năm thứ 3 (1066),  Thuần Nhân chịu ra làm Thông phán An Châu, rồi được đổi làm Tri Kỳ Châu. Về sau Thuần Nhân lần lượt được làm Kinh Tây đề điểm hình ngục, Kinh Tây Thiểm Tây chuyển vận phó sứ.  

## Vào, ra triều đình lần 2
Thời Tống Thần Tông, Thuần Nhân được triệu về triều. Thần Tông hỏi thành trì, quân đội, kho lẫm Thiểm Tây ra sao, Thuần Nhân đáp: “Thành trì xây thô, quân đội luyện thô, lương thực trữ thô.” Thần Tông ngạc nhiên hỏi: “Khanh là nhân tài mà trẫm tin cậy, sao cái gì cũng nói thô?” Thuần Nhân đáp: “Thô ý nói là chưa tinh, nhưng đã đủ rồi. Mong bệ hạ tạm không để ý việc vùng biên, nếu bề tôi vùng biên dò xét ý của bệ hạ, thì ngày khác sẽ phát sanh tai vạ bất ngờ.” Thuần Nhân được bái làm Binh bộ Viên ngoại lang, kiêm Khởi cư xá nhân, Đồng tri Gián viện. Trong thời gian này, Thuần Nhân chỉ trích biến pháp của Vương An Thạch, Thần Tông hỏi ông căn cứ vào đâu, vì thế Thuần Nhân trước tác Thượng thư giải (尚书解), nội dung giải thích kinh Thư, nhằm dẫn hành vi của các minh quân đời xưa (Nghiêu, Thuấn, Vũ, Thang, Chu Văn, Chu Võ), chứng tỏ An Thạch làm trái pháp chế của tổ tông. Sau đó Thuần Nhân được gia quan Trực Tập Hiền viện, Đồng tu Khởi cư chú.  
Tống Thần Tông thiết tha tìm các biện pháp trị nước, nhiều lần gặp gỡ quan viên địa phương, dò hỏi những sai lầm triều chính. Thuần Nhân cho rằng quan viên cấp thấp có tầm nhìn thiển cận, đề nghị hoàng đế đánh giá kỹ lưỡng đề nghị của họ. Phú Bật là tể tướng, xưng bệnh ở nhà; Thuần Nhân dâng chương chỉ trích Bật lo cho bản thân hơn lo cho việc nước. Thuần Nhân nói Bật là nguyên lão của 3 triều, lại có quan hệ rất tốt với Phạm Trọng Yêm, nhưng mình là gián quan, không thể vì tư tình mà nói riêng với ông ta, nên phải công khai chỉ trích; còn đề nghị đem sớ này cho Bật xem, khiến ông ta tự phản tỉnh. Ngoài ra, Thuần Nhân bàn rằng Lữ Hối không nên bị bãi chức Ngự sử trung thừa, Lý Sư Trung không đáng phải ra vùng biên .  
Khi Tiết Hướng được bổ nhiệm làm Phát vận sứ, thi hành phép Quân thâu (均输法) ở 6 lộ đông nam (Giang Nam <đông – tây>, Hoài Nam, Lưỡng Chiết, Kinh Hồ <nam – bắc>, Phúc Kiến, Quảng Nam), Thuần Nhân chỉ trích quyết liệt, đòi bãi chức của Vương An Thạch, Tống Thần Tông không nghe. Thuần Nhân bèn xin bãi chức gián quan của mình, vào tháng 8 ÂL năm Hi Ninh thứ 2 (1069)  được đổi làm Phán Quốc tử giám, nhưng ý định rời khỏi triều đình của ông càng thêm kiên định. Các chấp chánh  sai người khuyên ông đừng đi, sẽ được trừ làm Tri chế cáo, nhưng Thuần Nhân dứt khoát từ chối.  
Chương sớ mà Thuần Nhân dâng lên đều dùng lời lẽ kịch liệt, Tống Thần Tông giữ lại, không truyền ra ngoài. Nhưng Thuần Nhân chép lại tất cả, trình cho Trung thư tỉnh, khiến Vương An Thạch cả giận, xin biếm trích ông nặng hơn. Thần Tông nói: “Hắn vô tội, hãy cho hắn đến một nơi tốt.” Vì thế Thuần Nhân được mệnh làm Tri Hà Trung phủ, rồi dời làm Thành Đô lộ Chuyển vận sứ. Thuần Nhân cho rằng tân pháp bất tiện, răn đe châu huyện đừng vội vàng thi hành. Vương An Thạch giận Thuần Nhân cản trở, nghe lời gièm pha, sai người tìm kiếm lỗi lầm của ông, nhưng chẳng có gì. Kẻ ấy đánh bị thương người tiết lậu mục đích của mình, thuộc quan của Thuần Nhân đề nghị ông tố cáo lên triều đình. Thuần Nhân không tố cáo, cũng không phản bác lời đồn về mình. Sau đó Thuần Nhân bị kết tội không kiểm soát quan viên dưới quyền tiệc tùng, vui chơi, chịu giáng làm Tri Hòa Châu, rồi dời đi Hình Châu. Còn chưa nhận chức, vào tháng 10 ÂL năm thứ 7 (1074)  Thuần Nhân được gia quan Trực Long Đồ các, làm Tri Khánh Châu.  
Trên đường đi Khánh Châu, Thuần Nhân ghé qua kinh sư, vào gặp hoàng đế. Tống Thần Tông nói: “Cha khanh ở Khánh lập oai danh , nay có thể nói là chức vụ nối đời. khanh theo cha đã lâu, binh pháp ắt rành, vùng biên ắt quen.” Thuần Nhân đoán Thần Tông muốn nhòm ngó Tây Hạ, lập tức đáp rằng: “Thần là nhà Nho, chưa từng học binh pháp, khi cha giữ vùng biên, thần còn bé, không nhớ được gì, vả lại ngày nay tình thế không giống như xưa. Bệ hạ sai thần sữa chữa thành lũy, nuôi nấng trăm họ, không dám từ chối, còn mở mang xâm lược, xin bàn với tướng soái.” Thần Tông đáp: “Tài của khanh có gì không làm được, chỉ là chẳng chịu hết lòng vì trẫm đấy.” rồi cho Thuần Nhân tiếp tục lên đường.  
Trung bộ Thiểm Tây đang có nạn đói, Thuần Nhân tự ý mở kho Thường Bình lấy thóc cho dân vay, quan viên dưới quyền xin tâu lên để đợi cho phép, ông nói: “Đợi được cho phép thì không kịp nữa, tôi sẽ một mình chịu trách nhiệm.” Có người gièm rằng Thuần Nhân phát thóc cứu người là không thật, triều đình giáng chiếu cho sứ giả đến tra xét. Gặp lúc vụ thu được mùa, dân vui mừng nói: “Ngài cứu sống tôi, há liên lụy ngài sao?” rồi đêm ngày tranh nhau nộp thóc trả nợ. Sứ giả đến, không còn gì để tra xét. Trong khoảng Bân, Ninh có đám mồ, sứ giả cho rằng đây là chứng cớ, bèn đào mồ lấy thi hài dâng lên. Triều đình giáng chiếu cho giám tư trong lộ  tham gia xét xử, mới biết đám mồ là do tiền nhiệm Tri Khánh Châu Sở Kiến Trung đắp. Triều đình đòi trị tội của Kiến Trung, Thuần Nhân dâng sớ nói đám mồ này chôn người chết đói, Kiến Trung do để xảy ra nạn đói mà chịu bãi chức, bây giờ lại kết án ông ta là trị 1 tội 2 lần. Nhưng Sở Kiến Trung vẫn phải dùng 30 cân đồng để chuộc tội.  
Tướng giữ Hoàn Châu là Chủng Cổ (con Chủng Thế Hành, anh Chủng Ngạc) kết tội người Thục Khương là trộm, đày sang phương nam. Bọn họ đi ngang Khánh Châu thì kêu oan, Thuần Nhân cho rằng đây là trách nhiệm của quan viên Hoàn Châu, không thể xem dân là trộm. Chủng Cổ sợ tội nên kiện Thuần Nhân vu khống mình, triều đình giáng chiếu cho ngự sử xét xử ở Ninh Châu. Thuần Nhân bị bắt đến đấy, vài vạn dân chặn ngựa của ông mà rơi nước mắt, có kẻ nhảy xuống sông để phản đối. Ngự sử kết luận Chủng Cổ vu cáo nên chịu biếm trích, nhưng Thuần Nhân cũng bị bắt lỗi khác, chịu truất làm Tri Tín Dương quân.   
Sau đó Thuần Nhân được dời đến Tề Châu. Người Tề tính hung hãn, quen thói cướp bóc, người ta lo rằng nghiêm khắc thì không thể dẹp hết, khoan dung thì không được bao lâu. Thuần Nhân cho rằng trị lý dân tình hung hãn thì cần nghiêm khắc, nhưng không nên kéo dài, đây là biện pháp vừa chặt vừa lỏng. Có Tây tư lý viện, thường đầy chật tù nhân, đều là hạng thị dân như đồ tể, buôn bán phạm tội trộm cắp, bị giam ở đây để chờ người thân nộp tiền chuộc tội. Thuần Nhân hỏi tại sao không để họ ra ngoài tự kiếm tiền chuộc tội, viên thông phán cho biết bọn họ ra ngoài thì lại gây rối, nên quan tư thường chờ họ chết bệnh ở trong ngục, coi như là vì dân trừ hại. Thuần Nhân cho rằng họ không phạm tội chết, có lý nào bị giết theo cách này!? Rồi gọi tất cả bọn họ ra sân, dạy họ đổi mới bản thân, rồi tha cho đi. Năm ấy, trộm cướp giảm quá nửa so với năm trước.  
Thuần Nhân xin chịu bãi chức, được làm Đề cử Tây kinh Lưu tư Ngự sử đài. Bấy giờ Lạc Dương có nhiều hiền tài, Thuần Nhân và Tư Mã Quang đều thích đón khách nhưng nhà nghèo, hẹn nhau tổ chức gặp gỡ đơn giản, chỉ có một chén cơm tẻ, vài chén rượu, người Lạc Dương khen là mỹ sự. Sau đó Thuần Nhân được khôi phục làm Tri Hà Trung, các lộ thấy phép Bảo giáp cản trở nghề nông, tập trung bàn bạc biện pháp giải quyết. Lục sự tham quân Tống Đam Niên đột tử, Thuần Nhân sai con em viếng tang, mới liệm thì mũi miệng ông ta ra máu. Thuần Nhân ngờ Tống Đam Niên bị hại, xét được thiếp của ông ta và viên tiểu lại có gian tình, họ khai rằng đã nhân cuộc họp, bỏ độc vào trong thịt ba ba. Thuần Nhân hỏi Tống Đam Niên ăn thịt vào tuần rượu thứ mấy, cho rằng ông ta đã trúng độc, thì không thể ngồi trọn cuộc họp, bèn thẩm vấn lại, mới biết Đam Niên không ăn thịt ba ba, hóa ra người thiếp và viên tiểu lại khai nhận như vậy là muốn ngày sau có thể lật ngược bản án, nhằm tránh được tội chết. Thật ra Tống Đam Niên say rượu về nhà, rồi bị bọn họ bỏ độc vào rượu mà giết hại.  

## Vào, ra triều đình lần 3
Tống Triết Tông nối ngôi, Thuần Nhân được khôi phục làm Trực Long Đồ các, Tri Khánh Châu. Tháng 10 ÂL năm Nguyên Phong thứ 8 (1085),  Thuần Nhân được triệu làm Hữu gián nghị đại phu, tị hiềm thân tình nên từ chối (ý nói tình bạn với Tư Mã Quang), được đổi làm Thiên Chương các Đãi chế kiêm Thị giảng, rồi trừ làm Cấp sự trung. Khi ấy Cao thái hoàng thái hậu đồng thính chánh, lấy Tư Mã Quang nắm quyền, muốn dẹp hết cải cách thời Tống Thần Tông; Thuần Nhân khuyên không nên làm thái quá, Quang không nghe, càng thêm cố chấp. Thuần Nhân cho rằng thái độ quyết liệt của Tư Mã Quang chẳng khác gì Vương An Thạch năm xưa háo hức lập công, lại tiến hành vào lúc Thần Tông mất chưa được bao lâu là không hợp lẽ. Thuần Nhân với Quang vốn đều phản đối Vương An Thạch biến pháp, đến nay cùng tham dự triều chánh, lại trở nên bất đồng.  
Tháng 2 ÂL năm Nguyên Hữu đầu tiên (1086),  Thuần Nhân được tiến làm Lại bộ thượng thư, mấy ngày sau được làm Đồng tri xu mật viện sự. Khi xưa Thuần Nhân bàn về Tây Hạ, xin bãi binh bỏ đất, nhằm chuộc lại người Hán đã bị bắt, tể tướng chưa trù trừ chưa quyết. Đến nay, Thuần Nhân nhắc lại lời bàn cũ, còn xin định giá 1 người Hán/10 xúc lụa (kiêm); việc được thi hành. Vùng biên bắt được tướng của chánh quyền Cổ Tư La là Thanh Nghi Kết Quỷ Chương (1087), Thuần Nhân xin giết hắn ngay tại biên thùy, để cảm tạ người vùng biên, triều đình không nghe. Có lời bàn muốn bổ nhiệm con của Quỷ Chương, nhằm giành lại đồng bằng Hà Hoàng, nên triều đình tha không giết, còn muốn trao quan chức cho Quỷ Chương; Thuần Nhân ra sức phản đối, mà con của hắn cuối cùng cũng không đến.   
Tháng 4 ÂL năm thứ 3 (1088),  Thuần Nhân được bái làm Thượng thư Hữu bộc xạ kiêm Trung thư thị lang, tức là Hữu tể tướng. Thuần Nhân nắm quyền chánh, chuyên mở rộng triển khai tâm ý của hoàng đế, lấy tấm lòng trung hậu, thành thật để thay đổi tác phong quan lại. Chương Đôn chịu giáng chức ra ngoài, triều đình cho rằng cha ông ta đã già, muốn sắp xếp cho ông ta đến quận gần nhà, nhưng rồi lại trì hoãn. Thuần Nhân đề nghị tránh bới móc thêm lỗi lầm của Đôn, gây tổn thương cho gia đình ông ta. Đặng Oản lần lượt xu phụ các tể tướng Vương An Thạch, Lữ Huệ Khanh, đến nay bị giáng chức, phải ra Hoài Đông, mà vẫn chịu chỉ trích không thôi. Thuần Nhân nói mình từng bị Oản vu cáo mà phải chịu truất quan, lúc này nhắc lại lời của Oản, rằng đã giáng chức ai thì không cần liên đới quá đáng. Cao thái hoàng thái hậu khen hay, nhân đó hạ chiếu không hỏi tội những người khi xưa vào hùa ủng hộ biến pháp thêm nữa.  
Học sĩ Tô Thức do việc ra đề thi mà bị ngôn quân chỉ trích, Hàn Duy vô cớ chịu bãi chức Môn hạ thị lang và rời khỏi triều đình. Thuần Nhân tâu rằng Thức vô tội, Duy hết lòng với nước, không thể vì người ta gièm pha mà bị truất quan. Tháng 5 ÂL,  Vương Địch phản bác thuyết âm mưu rằng có bè đảng trong triều đình, nói trái ý Triết Tông nên chịu rớt chức, Thuần Nhân cùng Văn Ngạn Bác, Lữ Công Trứ biện giải cho ông ta, nhưng không thuyết phục được hoàng đế và thái hoàng thái hậu. Thuần Nhân khẳng định vu cáo bè đảng là công cụ phỉ báng công khanh vào các đời hoàng đế trước, rồi chép lại Bằng đảng luận của Âu Dương Tu để dâng lên.  
Tri Hán Dương quân Ngô Xử Hậu bới móc bài thơ Xa cái đình thi của Thái Xác ở An Châu, cho rằng đây là phỉ báng Cao thái hoàng thái hậu, bèn dâng lên. Gián quan muốn đem Thái Xác ra xét xử, các chấp chánh tỏ vẻ đồng ý, chỉ có Thuần Nhân và Tả thừa Vương Tồn phản đối. Tranh luận còn chưa xong, đã có lời đồn Thái sư Văn Ngạn Bác muốn đày Thái Xác ra vùng Ngũ Lĩnh. Thuần Nhân nói với Tả tể tướng Lữ Đại Phòng rằng chúng ta đã mở ra con đường mà sau này chính chúng ta cũng khó tránh nổi, Đại Phòng sợ nên không dám nói nữa. Tháng 5 ÂL năm Nguyên Hữu thứ 4 (1089),  Thái Xác nhận lệnh ra Tân Châu, Thuần Nhân cố khuyên Cao thái hoàng thái hậu, lại cùng Vương Tồn can ngăn Triết Tông, nhưng Xác rốt cuộc vẫn chịu biếm ra Tân Châu.  
Lữ Đại Phòng tâu rằng đồng đảng của Xác rất nhiều, không thể bỏ qua. Thuần Nhân trực tiếp can ngăn hoàng đế và thái hoàng thái hậu, rằng người bị vu cáo là thành viên bè đảng rất khó giải thích, như thế sẽ hại lầm người tốt. Thuần Nhân dâng sớ phản đối hành vi tố cáo bè đảng, bị Tư gián Ngô An Thi, Chánh ngôn Lưu An Thế thay nhau dâng chương công kích, nên Thuần Nhân xin chịu bãi chức.  
Tháng 6 ÂL,  Thuần Nhân được lấy thân phận Quan Văn điện học sĩ, ra làm Tri Dĩnh Xương phủ. Sang năm (1090), Thuần Nhân được gia làm Đại học sĩ, Tri Thái Nguyên phủ. Đất đai trong phủ ít ỏi, dân chúng tiếc đất không chịu chôn cất người chết. Thuần Nhân sai liêu thuộc thu lấy hài cốt vô chủ, phân biệt huyệt riêng cho nam nữ, chôn cất hơn 3000 thây. Thuần Nhân lại đem phép này thi hành cho cả lộ, chôn cất kể đến vài vạn. Năm thứ 6 (1091),  người Tây Hạ xâm phạm, triều đình hỏi tội quan tướng, Thuần Nhân tự nhận lỗi, xin chịu biếm chức. Mùa thu, triều đình giáng chiếu biếm quan của Thuần Nhân 1 đẳng, dời sang phủ Hà Nam, rồi dời lại Dĩnh Xương.  

## Vào, ra triều đình lần 4
Tháng 7 ÂL năm thứ 8 (1093),  Thuần Nhân được triệu về, lại được bái làm Hữu bộc xạ. Nhân dịp Thuần Nhân vào tạ ơn, Cao thái hoàng thái hậu khuyên dụ ông hòa thuận với Lữ Đại Phòng, Thuần Nhân uyển chuyển từ chối. Lữ Đại Phòng muốn cử Dương Úy làm Gián nghị đại phu, Thuần Nhân chê nhân cách của Úy, Đại Phòng cho rằng đây là vì Úy từng chỉ trích Thuần Nhân. Thì ra trước khi Thuần Nhân trở lại, Úy tỏ ra không hài lòng, từng chỉ trích ông. Thuần Nhân ngỡ ngàng, thành ra Úy được làm gián quan, về sau lại quay sang hãm hại Lữ Đại Phòng, phàm là việc gì gây hại cho Đại Phòng, Úy tuyệt không từ chối. 
Cao thái hoàng thái hậu bệnh, triệu Thuần Nhân, nhắc lại chuyện xưa Phạm Trọng Yêm khuyên Tống Nhân Tông và Lưu thái hậu hòa thuận, đòi ông cũng làm như vậy. Thuần Nhân khóc nói: “Nào dám không tận trung.” Cao thái hoàng thái hậu băng, Triết Tông nắm quyền chánh, vào tháng 12 ÂL,  Thuần Nhân xin rời chức. Triết Tông chưa muốn cho Thuần Nhân đi, gọi ông vào gặp, hỏi về biến pháp của Vương An Thạch, Thuần Nhân cực lực phản đối. Bấy giờ hoàng đế dùng đại thần trọng yếu, đều tự ý ra quyết định, các chức vụ thị tòng, gián quan phần nhiều cũng không cần triều thần thảo luận; Thuần Nhân đề nghị chấm dứt thói tệ này. Đối với việc quan viên cấp thấp chê bai chánh sự thời Cao thái hoàng thái hậu đồng thính chánh, Thuần Nhân lấy việc Tống Nhân Tông cấm bàn về chánh sự thời Lưu thái hậu để làm gương, khuyên Triết Tông học theo.  
Tháng 3 ÂL năm Thiệu Thánh đầu tiên (1094),  Tô Triệt ra đề kỳ Điện thí, dẫn việc Hán Chiêu đế thay đổi pháp chế của Hán Vũ đế; Triết Tông nổi giận nói: “Sao dám so sánh Hán Vũ với tiên đế?” Triệt xuống điện đợi tội, mọi người không dám ngẩng lên. Thuần Nhân ung dung khen ngợi Hán Vũ đế làm bậc hùng tài đại lược, trách Triết Tông mới nắm quyền chánh mà đã quát nạt đại thần như nô bộc. Thuần Nhân cứ thế phản bác ý kiến chỉ trích để bảo vệ Tô Triệt, Triết Tông vì vậy nguôi giận. Triệt với Thuần Nhân bình thường có nhiều chuyện bất đồng, đến nay cảm phục mà tạ rằng: “Ngài là người giữa cõi Phật vậy.” Triệt chịu rơi chức, ra làm Tri Nhữ Châu. Tháng 4 ÂL,  ngự sử nói Tô Thức làm từ cáo biệt Lữ Huệ Khanh, có lời chê trách Thần Tông, khiến Thức chịu truất làm Tri Anh Châu. Thuần Nhân dâng sớ nói bài từ đã có 8 năm, ngự sử khi ấy không nói, bây giờ lại nói chẳng phải là xu thời hay sao!? Ngự sử Lai Chi Thiệu nói Cao Sĩ Đôn khi ở chức Thành Đô kiềm hạt làm việc trái phép, rồi nhắc nơi biếm trích của Tô Triệt quá gần. Thuần Nhân nói bấy giờ Lai Chi Thiệu làm Thành Đô giám tư, Cao Sĩ Đôn phạm pháp mà Chi Thiệu không nói gì; Triệt nắm quyền nhiều năm, Chi Thiệu chẳng chỉ trích gì. Đến nay Triệt vừa rớt chức, Chi Thiệu tố cáo Sĩ Đôn, liền đó bức bách Triệt, như thế đủ biết Chi Thiệu là người thế nào.  
Triết Tông đã triệu Chương Đôn làm tể tướng, ngay trong tháng 4 ÂL,  Thuần Nhân kiên quyết xin rời đi, nên được lấy thân phận Quan Văn điện Đại học sĩ, gia quan Hữu chánh nghị đại phu, làm Tri Dĩnh Xương Phủ. Sau đó Thuần Nhân được dời đi Hà Nam, rồi dời đi Trần Châu.  
Sau đó, bọn Lữ Đại Phòng bị đuổi ra Lĩnh Nam, ngay vào lúc hoàng đế cúng tế minh đường, đã ban lệnh đại xá. Trước đó Chương Đôn từng nói sẽ lưu đày bọn Tư Mã Quang 30 người ra Lĩnh Nam. Thuần Nhân nghe được thì lo lắng, phẫn nộ, bèn trai giới muốn dâng sớ lý luận. Người nhà khuyên Thuần Nhân chớ chọc giận kẻ cầm quyền, chẳng may bị đày đến nơi xa, tuổi cao không chịu nổi. Thuần Nhân thà chết chứ không hối tiếc, vào tháng 9 ÂL năm thứ 2 (1095),  dâng sớ xin tha cho bọn Đại Phòng, quả nhiên trái ý Chương Đôn, bị xem là cùng tội, chịu rớt chức, ra làm Tri Tùy Châu. Tháng 2 ÂL năm thứ 4 (1097),  Thuần Nhân lại chịu biếm làm Vũ An quân Tiết độ phó sứ, an trí ở Vĩnh Châu.  

## Những năm cuối đời
Thuần Nhân chịu biếm 3 năm, Tống Huy Tông nối ngôi, Hướng thái hậu được quyền Đồng thính chánh, ngay hôm ấy thụ ông làm Quang lộc khanh, chịu phân quản bởi Nam kinh (tức Lạc Dương), cho cư trú ở Đặng Châu. Tháng 4 ÂL năm Nguyên Phù thứ 3 (1100),  triều đình sai trung sứ đến Vĩnh Châu ban trà, thuốc. Giữa đường, Thuần Nhân được trừ làm Hữu chánh nghị đại phu, Đề cử Sùng Phúc cung. Vài tháng sau, Thuần Nhân được lấy thân phận Quan Văn điện Đại học sĩ, Trung Thái Nhất cung sứ đem chiếu lệnh về triều. Huy Tông lại sai trung sứ ban trà, thuốc, thúc giục Thuần Nhân vào chầu, tỏ ý khao khát muốn gặp ông.  
Thuần Nhân xin về Hứa Châu dưỡng bệnh, Huy Tông bất đắc dĩ đồng ý. Huy Tông mỗi khi gặp tể tướng đều hỏi thăm Thuần Nhân, lại nói: “Phạm Thuần Nhân, được gặp mặt 1 lần là đủ rồi.” Huy Tông còn sai ngự y thăm bệnh. Bệnh tình khá hơn, Thuần Nhân xin lấy mũ và áo choàng của mình sửa lại quy cách rồi tặng cho y sư; triều đình giáng chiếu ban lễ phục cho y sư, lệnh ông đem mũ và áo choàng tặng cho con cháu. Bệnh trở nặng, Thuần Nhân chỉ hận không làm sáng tỏ việc Cao thái hoàng thái hậu bị bọn Chương Đôn phỉ báng, gọi các con đến truyền miệng di biểu, lệnh cho môn sanh Lý Chi Nghi nhận lấy.  
Tết Nguyên đán năm Kiến Trung Tĩnh Quốc đầu tiên (1101),  Thuần Nhân nhận chúc thọ của người nhà. Hôm sau, Thuần Nhân ngủ say rồi mất, hưởng thọ 75 tuổi. Triều đình giáng chiếu phúng 30 lạng bạc, sắc cho quan viên ở Hứa Châu, Lạc Dương giúp việc tang. Thuần Nhân được tặng quan Khai phủ nghi đồng tam tư, thụy là Trung Tuyên. Huy Tông ngự bút viết đầu đề trên bia (bi ngạch) là Thế Tể Trung Trực chi bi.  

## Tính cách
Khi xưa Chủng Cổ từng khiếu kiện Thuần Nhân, về sau lại được ông tiến cử làm Vĩnh Hưng quân lộ Kiềm hạt, rồi tiến cử làm Tri Thấp Châu. Thuần Nhân nhắc đến tình nghĩa đời trước của hai nhà Phạm – Chủng, cho rằng mình chẳng bằng cha nên mới bị con cháu họ Chủng khiếu kiện, còn nói ai đúng ai sai làm gì! 
Thuần Nhân hễ tiến cử nhân tài, đều dựa vào nghị luận của mọi người, kẻ ấy không biết là mình được Thuần Nhân tiến cử. Có người hỏi tại sao Thuần Nhân là tể tướng mà không thu nạp kẻ được mình tiến cử làm môn hạ, ông nói: “Chỉ cần triều đình dùng người không mất chánh trực là được, hà tất họ phải biết do tôi tiến cử?” 
Thuần Nhân đã bị lòa, nhưng nhận lệnh an trí ở Vĩnh Châu thì vẫn vui vẻ lên đường. Có người chê Thuần Nhân háo danh, ông nói: “Tuổi đã 70, đôi mắt đều mất, đi xa muôn dặm, há lại muốn thế? Chỉ vỏn vẹn tấm lòng yêu vua, nhớ mãi không thôi, bằng như tránh hiềm nghi háo danh, thì chẳng tỏ ra vui vẻ lên đường.” Thuần Nhân luôn răn con em không được tỏ ra bất bình, nghe các con oán trách Chương Đôn, ắt giận dữ cấm chỉ. Thuần Nhân đi đường sông đến nơi chịu biếm, thuyền lật, được người ta đỡ vào bờ, áo quần ướt cả, nói với các con: “Đây há là Chương Đôn làm ư?” Thuần Nhân đã đến Vĩnh Châu, nghe nói Hàn Duy chịu biếm đi Quân Châu, con trai Duy nói thời Duy cầm quyền cùng Tư Mã Quang không hợp, nên được miễn. Các con của Thuần Nhân muốn lấy việc ông bất đồng với Quang về việc xóa sạch biến pháp của Vương An Thạch để xin miễn cho cha, Thuần Nhân nói: “Tôi được ông ấy (Quang) tiến cử, làm đến tể tướng. Ngày xưa trong triều bàn việc không hợp thì được, bọn mày đem việc ấy ra để nói vào hôm nay thì không được. Thẹn với lòng mà sống, chẳng bằng không thẹn với lòng mà chết.” Các con bèn thôi. 
Thuần Nhân tính bình dị, khoan dung, không hề quát mắng người nhà; đã xác định việc gì là phải, thì giữ vững quan điểm không chịu khuất phục. Từ thưở thiếu thời đến khi trở thành tể tướng, Thuần Nhân giữ mình thanh liêm, tiết kiệm như một; nhận được ban thưởng, đều dùng để mở rộng nghĩa trang ; môn ấm của các con, nhường cho họ hàng hưởng trước. Khi Thuần Nhân mất, con trai út và 5 cháu nội chưa được nhận quan chức.  
Thuần Nhân từng nói: “Bình sanh sở học của tôi là nắm được 2 chữ: trung – thứ, cả đời dùng không hết. Một mực làm việc giúp vua, tiếp đãi đồng liêu, hòa thuận họ hàng, chưa từng có lúc rời khỏi 2 chữ này.” Thuần Nhân thường răn con em rằng: “Người ta dẫu ngu dốt, nhưng chỉ trích người khác thì sáng suốt; dẫu thông minh, nhưng đánh giá bản thân thì tối tăm. Ví như có thể lấy tấm lòng chỉ trích người khác để đánh giá bản thân, lấy tấm lòng đánh giá bản thân để chỉ trích người khác, chẳng lo không đạt đến địa vị của thánh hiền.” Còn răn rằng: “Lục kinh chép chuyện của thánh nhân. Biết 1 chữ thì làm theo 1 chữ. Cần phải “vội vã, khốn cùng cũng phải như thế” , có thể nói là “hãy làm thì cũng được như thế”  đấy. Há không bởi con người ư?”  
Em út là Phạm Thuần Túy được làm quan ở Quan Thiểm, Thuần Nhân lo ông ta tham công gây hấn với Tây Hạ, gởi thư nói: “Xe lớn với xe đẩy tranh giành, ngọc sáng với ngói vỡ va chạm, quân tử với tiểu nhân đấu đá, Trung quốc với ngoại bang so thắng thua, chẳng những không thể thắng, đồng thời cũng không đáng thắng, chẳng những không đáng thắng, dẫu thắng cũng không đúng.” Họ hàng xin lời khuyên, Thuần Nhân nói: “Chỉ cần tiết kiệm thì có thể giúp đỡ thanh liêm, chỉ cần tha thứ thì có thể hoàn thiện phẩm hạnh.” Người ấy bèn chép lời này ở bên cạnh chỗ ngồi. 

## Tác phẩm
Trước tác của Thuần Nhân được tập hợp trong Phạm Trung Tuyên công tập, 50 quyển.  Vào đời Thanh, bộ sách này được đưa vào Khâm định tứ khố toàn thư, còn 18 quyển, cộng thêm các quyển Bạt, Tấu nghị thượng, Tấu nghị hạ, Phụ cung hiến di văn, Phụ lục và Bổ biên, xem tại đây.

## Hậu nhân
Thuần Nhân có 5 con trai:
- Phạm Chánh Dân được làm đến Đan Châu đoàn luyện thôi quan.
- Phạm Chánh Bình được làm đến Trung Vũ quân Tiết độ thôi quan.
- Phạm Chánh Tư được làm đến Tuyên đức lang.
- Phạm Chánh Lộ.
- Phạm Chánh Quốc.

Thuần Nhân còn có 5 con gái, gả cho Tương tác giám Chủ bộ Thôi Bảo Tôn, Triều thỉnh lang Trang Công Nhạc, Phụng nghị lang Tư Mã Hoành, Thừa nghị lang Thái Cốc, Thông trực lang Quách Trung Hiếu.  